# Янош Кішфалві
Янош Кішфалві (угор. Kisfalvi János, 1942, Боцонад, Угорщина) — угорський дипломат. Надзвичайний і Повноважний Посол Угорщини в Україні.

## Біографія
Народився у 1942 році в Боцонаді, Угорщина. 
У 1966 закінчив Київський політехнічний інститут, механічний факультет.
З 1967 по 1969 - інженер-механік заводу "Ікарус".
З 1969 по 1973 - секретар районного комітету молодіжної організації Угорської соціал-робітничої партії (УСРП).
З 1973 по 1987 - співробітник відділу закордонних справ ЦК УСРП.
У 1987 - заступник начальника 6-го територіального управління МЗС Угорщини.
З 1987 по 1990 - Надзвичайний і Повноважний Посол Угорщини в Осло (Норвегія).
З 1990 по 1991 - заступник начальника 1-го територіального управління МЗС Угорщини.
З 1991 по 1992 - заступник начальника Управління Протоколу МЗС Угорщини.
З 1992 по 1996 - головний радник Управління Протоколу МЗС Угорщини.
З 1996 по 1997 - начальник Управління Протоколу МЗС Угорщини.
З 1997 по 2001 - Надзвичайний і Повноважний Посол Угорщини в Києві (Україна).